# Campeonato NORCECA de Voleibol Femenino de 2023
El Campeonato NORCECA de Voleibol Femenino 2023 fue la XXVIII edición del máximo torneo de selecciones femeninas de voleibol pertenecientes a la Confederación de Norteamérica, Centroamérica y el Caribe de Voleibol (NORCECA), se llevó a cabo del 29 de agosto al 3 de septiembre de 2023 en Quebec, Canadá.
Los tres primeros equipos se clasificarán para el Campeonato Mundial de Voleibol Femenino de 2025.

## Equipos participantes
| Grupo A     | Grupo B              |
| ----------- | -------------------- |
| Canadá      | Estados Unidos       |
| Puerto Rico | República Dominicana |
| México      | Cuba                 |
|             | Costa Rica           |

## Procedimiento de desempate
1. Número de partidos ganados
2. Puntos de partido
3. Proporción de puntos
4. Proporción de sets
5. Resultado del último partido entre los equipos empatados

- Partido ganado 3–0: 5 puntos de partido para el ganador, 0 puntos de partido para el perdedor.
- Partido ganado 3–1: 4 puntos de partido para el ganador, 1 punto de partido para el perdedor.
- Partido ganado 3–2: 3 puntos de partido para el ganador , 2 puntos de partido para el perdedor.

## Ronda preliminar
- Del 29 al 31 de agosto
- Sede:  Amphithéatre Desjardins
- Todos los horarios corresponden a la hora de Quebec, Canadá ( UTC-04:00 )

|  | Calificadas para Semifinales      |
|  | Calificadas para cuartos de final |

### Grupo A
|     |             | Partidos | Partidos | Partidos |     | Sets | Sets | Sets  | Puntos | Puntos | Puntos |
| Pos | Equipo      | PJ       | PG       | PP       | Pts | SG   | SP   | Ratio | PG     | PP     | Ratio  |
| --- | ----------- | -------- | -------- | -------- | --- | ---- | ---- | ----- | ------ | ------ | ------ |
| 1.º | Canadá      | 2        | 2        | 0        | 10  | 6    | 0    | MAX   | 150    | 112    | 1.339  |
| 2.º | Puerto Rico | 2        | 1        | 1        | 3   | 3    | 5    | 0.600 | 152    | 184    | 0.826  |
| 3.º | México      | 2        | 0        | 2        | 2   | 2    | 6    | 0.333 | 167    | 173    | 0.965  |

| Fecha        | Hora  | Equipo 1    | Sets  | Equipo 2 | Set 1 | Set 2 | Set 3 | Set 4 | Set 5 | Total  |
| ------------ | ----- | ----------- | ----- | -------- | ----- | ----- | ----- | ----- | ----- | ------ |
| 29 de agosto | 19:30 | Canadá      | 3 : 0 | México   | 25-20 | 25-18 | 25-20 |       |       | 75-58  |
| 30 de agosto | 19:30 | Puerto Rico | 0 : 3 | Canadá   | 18-25 | 13-25 | 23-25 |       |       | 54–75  |
| 31 de agosto | 17:00 | Puerto Rico | 3 : 2 | México   | 27-25 | 15-25 | 14-25 | 25-23 | 15-11 | 98–109 |

### Grupo B
|     |                 | Partidos | Partidos | Partidos |     | Sets | Sets | Sets  | Puntos | Puntos | Puntos |
| Pos | Equipo          | PJ       | PG       | PP       | Pts | SG   | SP   | Ratio | PG     | PP     | Ratio  |
| --- | --------------- | -------- | -------- | -------- | --- | ---- | ---- | ----- | ------ | ------ | ------ |
| 1.º | Estados Unidos  | 3        | 3        | 0        | 15  | 9    | 0    | MAX   | 225    | 120    | 1.875  |
| 2.º | Rep. Dominicana | 3        | 2        | 1        | 10  | 6    | 3    | 2.000 | 210    | 156    | 1.346  |
| 3.º | Cuba            | 3        | 1        | 2        | 5   | 3    | 6    | 0.500 | 161    | 188    | 0.856  |
| 4.º | Costa Rica      | 3        | 0        | 3        | 0   | 0    | 9    | 0.000 | 93     | 225    | 0.413  |

| Fecha        | Hora  | Equipo 1        | Sets  | Equipo 2        | Set 1 | Set 2 | Set 3 | Set 4 | Set 5 | Total |
| ------------ | ----- | --------------- | ----- | --------------- | ----- | ----- | ----- | ----- | ----- | ----- |
| 29 de agosto | 13:30 | Estados Unidos  | 3 : 0 | Costa Rica      | 25-3  | 25-13 | 25-5  |       |       | 75-21 |
| 29 de agosto | 17:00 | Rep. Dominicana | 3 : 0 | Cuba            | 25-14 | 25-17 | 25-16 |       |       | 75-47 |
| 30 de agosto | 13:30 | Cuba            | 0 : 3 | Estados Unidos  | 8-25  | 17-25 | 14-25 |       |       | 39–75 |
| 30 de agosto | 17:00 | Costa Rica      | 0 : 3 | Rep. Dominicana | 13-25 | 11-25 | 10-25 |       |       | 34-75 |
| 31 de agosto | 13:30 | Cuba            | 3 : 0 | Costa Rica      | 25-18 | 25-11 | 25-9  |       |       | 75–38 |
| 31 de agosto | 19:30 | Estados Unidos  | 3 : 0 | Rep. Dominicana | 25-22 | 25-22 | 25-16 |       |       | 75–60 |

## Ronda final
- Del 1 al 3 de septiembre
- Sede:  Amphithéatre Desjardins
- Todos los horarios corresponden a la hora de Quebec, Canadá ( UTC-04:00 )

|  |                               |                               |                               |  |  | Cuartos de final 1 de septiembre | Cuartos de final 1 de septiembre | Cuartos de final 1 de septiembre |  |  | Semifinales 2 de septiembre | Semifinales 2 de septiembre | Semifinales 2 de septiembre |  |  | Final 3 de septiembre         | Final 3 de septiembre         | Final 3 de septiembre         |
|  |                               |                               |                               |  |  |                                  |                                  |                                  |  |  |                             |                             |                             |  |  |                               |                               |                               |
|  |                               |                               |                               |  |  |                                  |                                  |                                  |  |  | 1A                          | Canadá                      | 1                           |  |  |                               |                               |                               |
|  | Quinto puesto 2 de septiembre | Quinto puesto 2 de septiembre | Quinto puesto 2 de septiembre |  |  | 2B                               | República Dominicana             | 3                                |  |  | 2B                          | República Dominicana        | 3                           |  |  |                               |                               |                               |
|  |                               |                               |                               |  |  | 3A                               | México                           | 0                                |  |  |                             |                             |                             |  |  | 2B                            | República Dominicana          |                               |
|  | 3A                            | México                        | 3                             |  |  |                                  |                                  |                                  |  |  |                             |                             |                             |  |  | 1B                            | Estados Unidos                |                               |
|  | 2A                            | Puerto Rico                   | 0                             |  |  |                                  |                                  |                                  |  |  | 1B                          | Estados Unidos              | 3                           |  |  |                               |                               |                               |
|  |                               |                               |                               |  |  | 2A                               | Puerto Rico                      | 0                                |  |  | 3B                          | Cuba                        | 0                           |  |  | Tercer puesto 3 de septiembre | Tercer puesto 3 de septiembre | Tercer puesto 3 de septiembre |
|  |                               |                               |                               |  |  | 3B                               | Cuba                             | 3                                |  |  |                             |                             |                             |  |  |                               |                               |                               |
|  |                               |                               |                               |  |  |                                  |                                  |                                  |  |  |                             |                             |                             |  |  | 1A                            | Canadá                        | 3                             |
|  |                               |                               |                               |  |  |                                  |                                  |                                  |  |  |                             |                             |                             |  |  | 3B                            | Cuba                          | 1                             |

### Cuartos de final
| Fecha           | Hora  | Equipo 1        | Sets  | Equipo 2 | Set 1 | Set 2 | Set 3 | Set 4 | Set 5 | Total |
| --------------- | ----- | --------------- | ----- | -------- | ----- | ----- | ----- | ----- | ----- | ----- |
| 1 de septiembre | 17:00 | Puerto Rico     | 0 : 3 | Cuba     | 21-25 | 23-25 | 22-25 |       |       | 66-75 |
| 1 de septiembre | 19:30 | Rep. Dominicana | 3 : 0 | México   | 25-17 | 25-10 | 25-12 |       |       | 75-39 |

### Quinto puesto
| Fecha           | Hora  | Equipo 1 | Sets  | Equipo 2    | Set 1 | Set 2 | Set 3 | Set 4 | Set 5 | Total |
| --------------- | ----- | -------- | ----- | ----------- | ----- | ----- | ----- | ----- | ----- | ----- |
| 2 de septiembre | 13:30 | México   | 3 : 0 | Puerto Rico | 25-22 | 32-30 | 25-22 |       |       | 82-74 |

### Semifinales
| Fecha           | Hora  | Equipo 1       | Sets  | Equipo 2        | Set 1 | Set 2 | Set 3 | Set 4 | Set 5 | Total  |
| --------------- | ----- | -------------- | ----- | --------------- | ----- | ----- | ----- | ----- | ----- | ------ |
| 2 de septiembre | 17:00 | Estados Unidos | 3 : 0 | Cuba            | 25-12 | 25-11 | 25-16 |       |       | 75-39  |
| 2 de septiembre | 19:30 | Canadá         | 1 : 3 | Rep. Dominicana | 25-27 | 22-25 | 25-23 | 20-25 |       | 92-100 |

### Sexto puesto
| Fecha           | Hora  | Equipo 1    | Sets  | Equipo 2   | Set 1 | Set 2 | Set 3 | Set 4 | Set 5 | Total |
| --------------- | ----- | ----------- | ----- | ---------- | ----- | ----- | ----- | ----- | ----- | ----- |
| 3 de septiembre | 11:30 | Puerto Rico | 3 : 0 | Costa Rica | 25-13 | 25-7  | 25-9  |       |       | 75-29 |

### Tercer puesto
| Fecha           | Hora  | Equipo 1 | Sets  | Equipo 2 | Set 1 | Set 2 | Set 3 | Set 4 | Set 5 | Total |
| --------------- | ----- | -------- | ----- | -------- | ----- | ----- | ----- | ----- | ----- | ----- |
| 3 de septiembre | 15:00 | Cuba     | 1 : 3 | Canadá   | 21-25 | 17-25 | 25-17 | 16-25 |       | 79-92 |

### Final
| Fecha           | Hora  | Equipo 1       | Sets  | Equipo 2        | Set 1 | Set 2 | Set 3 | Set 4  | Set 5 | Total  |
| --------------- | ----- | -------------- | ----- | --------------- | ----- | ----- | ----- | ------ | ----- | ------ |
| 3 de septiembre | 17:30 | Estados Unidos | 2 : 3 | Rep. Dominicana | 25-12 | 21-25 | 25-19 | 19-'25 | 13-15 | 103-96 |

## Posiciones finales
| Pos.              | Equipo                  |
| ----------------- | ----------------------- |
| Medalla de oro    | República Dominicana CM |
| Medalla de plata  | Estados Unidos CM       |
| Medalla de bronce | Canadá CM               |
| 4                 | Cuba                    |
| 5                 | México                  |
| 6                 | Puerto Rico             |
| 7                 | Costa Rica              |

| \| \| \| \| \| Campeón República Dominicana[3] 4.º título \| Plantel: 1 Cándida Estefany Arias Pérez, 2 Yaneirys Rodríguez Durán, 3 Lisvel Elisa Eve-Castillo, 4 Vielka Michelle Peralta Luna, 5 Brenda Castillo, 7 Niverka Dharlenis Marte Frica , 11 Geraldine Sthefany González, 12 Yokaty Pérez Javier, 15 Madeline Jazmin Guillen Paredes, 16 Yonkaira Paola Peña Isabel, 18 Bethania De la Cruz Peña, 20 Brayelin Elizabeth Martínez, 21 Jineiry Martínez, 23 Gaila Ceneida González López. Entrenador: Marcos Kwiek |
| |
| |
| Campeón República Dominicana 4.º título |

|                                         |
|                                         |
| Campeón República Dominicana 4.º título |

## Distinciones individuales
| Categoría                   | Ganadora                      |
| --------------------------- | ----------------------------- |
| Jugadora Más Valiosa (MVP)  | Brenda Castillo               |
| Mejor colocadora / armadora | Brie Joy King                 |
| Mejor punta / receptora     | Kiera Van Ryk Alexa Lea Gray  |
| Mejor central / media       | Neira Ortíz Ruíz Emily Maglio |
| Mejor atacante opuesta      | Jordan Thompson               |
| Mejor líbero                | Brenda Castillo               |
| Mejor receptora             | Justine Wong-Orantes          |
| Mejor defensa               | Brenda Castillo               |
| Mejor servicio              | Lisvel Eve-Castillo           |
| Mayor anotadora             | Paola Santiago                |